# Daniel Olson
Gustaf Daniel Olson, född 7 maj 1898 i Norrköpings Sankt Olai församling, Norrköping, död 4 november 1978 i Linköpings domkyrkoförsamling, Linköping, var en svensk kompositör, organist, musiklärare och musikkritiker.   

## Biografi
Olson föddes i Norrköping och var son till mjölhandlaren Gustaf Adolf Olsson och Lovisa Wilhelmina Cedermark. Han tog organistexamen 1915 och kyrkosångexamen 1918 i Linköping. 1920 flyttar Daniel till Häverö församling i Stockholm och blir organist där. året efter 1921 gifter han sig med Stina Augusta Henrietta van der Kodde, dotter till Leonard Waldermar van der Kodde. Familjen flyttar 1922 till Ekeby församling i Östergötlands län då Daniel blir organist där fram till 1936. Under tiden studerar Olson  för Otto Olsson och tog högre organistexamen 1931 och kantorsexamen 1933. 
Olson arbetade som folkskollärare och organist. Från år 1936 var han lärare i orgelspel och piano vid Uppsala musikskola, Folkskoleseminariet i Uppsala och församlingsmusiker i domkyrkan. Från 1953 var han under 10 år organist och kantor i Sollefteå församling.

## Verklista

### Sånger
- Tre sånger för soloröst med orgel (1966)
  - Så må vårt lov vi höja
  - O vilket djup av rikedom
  - På krubbans strå
- Tre sånger ur Psaltaren i gammal stil (1975)
  - Herren är min herde
  - Lovad vare Herren
  - De som så med tårar
- Nio andliga sånger: för soloröst med orgel (1978)
- Lovad vare Herren, gammal fäbodpsalm från Älvdalen (1978)
- Bröllopssång "Haven fäste" (Olof Johannes Arbman).
- Två protestsånger (Gunnar Hjort)
  - Jag har tröttnat
  - Samariten och jag

### Duett
- Två duetter med pianoackompanjemang (Gehrmans musikförlag, 1939)[2]

1. Psalmodikon (text av Anders Österling)
2. Nu löser solen sitt blonda hår (text av Pär Lagerqvist)

### Körverk
- Fader, förlåt dem: evangeliemotett på långfredagen (1968)
- Av himlens höjd: en liten julkantat (1936)
- Davids 84 Psalm: för 4-6 stämmig blandad kör, soli och orgel (med stråkar ad lib.) (1938)
- Saliga äro de döda: kantat på Allhelgonadagen (1943)
- Gör mig till tårar: körsats ur Ställ dig vid hans kors (text: Anders Frostenson)
- Vid evighetens brunnar: kantat på Allhelgonadagen (texten sammanställd av Sv. ps. 592:5-8; Uppb. 2:7, 19:7,9; Kol. 1:11, 12; 1 Petr. 5:10) (1970)

### Orgelverk
- Ad communionem: meditationer del 1 (196-)
- Ad communionem: meditationer del 2 (1990)
- Ande, full av nåde. Koral med variationer. (1935)
- Den signade dag: Preludium, trio och fuga över sv. ps. 424 (medeltida nordisk folkmelodi) Julmusik för orgel (1943)
- Fantasia suecica (1962) 
  - Toccata
  - Intermezzo
  - Fuga
  - Final
- Orgelsvit nummer 5
  - 1. Preludium
  - 4. Processionsmusik

- Fantasi över "Gläd dig, du Kristi brud" (1936)
- Kyrkoårets ingångspreludier: koralbearbetningar för orgel (1963)
- Toccata och fuga i D-dur (199-)
- Nya ingångspreludier (1962)
- Var hälsad, sköna morgonstund: Fantasi för orgel över koralen 55 (1943)
- I himmelen, melodi från Skattungbyn, partita för liten orgel (199-). Tillägnad Gunnar Hjort.
- Svit för orgel (1926)
- Fantasi över Härlig är jorden (1950)
- Förspel till nya koraler. (1938)
- Tre koralfantasier - över koralerna 89, 102 och 279.
- Svit för två orglar.

### Kammarmusik
- Canto animato, för violin, oboe eller flöjt och orgel (1986)

### Pianoverk
- Julmusik: lätta pianosättningar (1964)
- Vårens melodibok lätta pianosättningar (1965)
- Glädjens blomster och 20 andra folkvisor i lätta pianosättningar (1965)

### Övrigt
- Allenast hos Gud
- Allt kött är gräs (1952)
- De som så med tårar (Psaltaren 126:5,6)
- Döden är uppslukad (ur 1 Kor. 15 kapitel, 1948)
- Ett har jag begärt av Herren (Psaltaren 27:4-5, 6b, 1964)
- Fader, du som tänder livet (1974)
- Herre, hör min bön (Psaltaren 102:2-3, 1964)
- Jag är världens ljus (1973)
- Nådig och barmhärtig (Psaltaren 145:8-13, 1964)
- Och Ordet vart kött (1973)
- De ödmjuka skola äta (Psaltaren 22:27)
- Om icke vetekornet (Joh. 12:24-25, 1973)
- Som ett brus av stora vatten (text från Hymnologiska institutet, 1967)
- Sorlet har dött (Text av Olov Hartman)
- När detta förgängliga... (1 Kor. 15:54,57, 1973)
- Pris vare Gud! Allena han
- Ljuset uppgår (Luk. 1:78-79, 1952)
- Lovad vare Herren: gammal fäbodpsalm från Dalarna (1965)
- Den signade dag  (Sv. ps. 424:2, 3 vers, 1988, 1946)
- Ur djupen ropar jag: Psalt. 130 (1952)
- Två protestsånger till texter av Gunnar Hjorth (1969)
- Lovad vare Herren: gammal fäbodpsalm från Dalarna  (Arrangemang, 1965)
- Bered din själ (1932)
- Midsommarljuset (text av Anders Österling, 1956)
- Vitaste skyar: Du Sveriges bygd (text: K.-E. Forsslund och Birger Mörner, 1945)
- Lilla koralboken : Valda koraler i trestämmig sättning för skolans musikundervisning och morgonandakter, för användning i hemmet och vid mindre gudstjänster m. m. (1950)
- Sjung i kanon: Kanonsamling för skola och samhälle
- Stamsångerna : med ackompanjemang för piano eller orgelharmonium av Birger Oldermark och Daniel Olson (1953)
- Sopran- och altröster: sånger i 2- och 3-stämmig sättning med och utan pianoackompanjemang samlade av Daniel Olson och Birger Oldermark (1955)
- Sopran- och altröstersamlade av Daniel Olson och Birger Oldermark. Del 1 (1955)
- Sopran- och altröster: sånger i 2- och 3-stämmig sättning med olika instrument Del III  samlade av Daniel Olson och Birger Oldermark (1963

### Körverk
- Kantat "Vid evighetens brunnar" för solo, kör (SATB) och orgel.
- Missa brevis (SATB)
- Passionskantat "Föraktad var han" för kör (SATB), församlingssång, två violiner och orgel.
- Adventshymn för, kör, orgel och violin ad libitum.
- Kallet är Herrens (SATB)

#### Blandad kör
- Människa vill du se (SATB)
- Människors möte (SSA)
- Nära gräset (SATB)
- Se han kommer (SATB). Till kyndelsmässa.
- Kontrapunkt (SATB)
- Ära ske Gud (SATB). Koralmotett.
- Kom heliga duva (Britt G. Hallqvist) (SSA)
- Höjen, i portar, edra huvuden (SATB)
- Fader du som livet tänder, för kör och orgel.
- Du som i blindo vandra (SAB)
- Med tacksam röst (SATB)
- Barndomens skog (SATB)
- På kyndelsmässodagen "Tillskyndelse av Anden oss" (C. D. av Wirsén), 1934. (SATB)
- Du pärla skön av himmelrik (psalm 32:2), SAB.
- Tanke, som fåfängt spanar (E. Evers) (SATB), 1942.
- Guds salighet strålar: julhymn (SATB), 1954.
- I himmelen sjunger (SATB) (Text av Paul Nilsson, 1950)

#### Manskör
- Tanke, som fåfängt spanar (E. Evers) (TTBB), 1942.
- Den signade dag (TTB)
- Jag går mot döden (TTBB)